# Aymaras
Pour les articles homonymes, voir Aymara (homonymie).
Les Aymaras sont parmi les peuples autochtones les plus anciens des Andes. Leur histoire est associée à plusieurs cultures précolombiennes qui ont prospéré bien avant l’Empire inca.

## Histoire de ce peuple
Comme pour la plupart des peuples amérindiens, il n'y a pas ou peu de documents relatant l'histoire du peuple aymara. Quelques bribes nous sont parvenues au travers des chroniques qui relatent l'époque de la conquête espagnole ainsi que quelques récits précolombiens.
À l'époque pré-inca, les Aymaras étaient organisés à travers un ensemble d'unités politiques communément appelées royaumes, dominées par des seigneurs ou Mallkus, qui contrôlaient la région des hautes terres à partir du XIIIe siècle. Les royaumes aymaras établis dans cette région étaient les Collas, les Pacajes et les Lupacas.
Le peuple aymara arrive sur les pourtours du lac Titicaca deux siècles avant notre ère, il concurrence alors les peuplades Uros qu'il repousse vers les rives moins fertiles du lac et les remplace peu à peu dans la région. 
Lorsque l'influence de la civilisation Tiahuanacu a disparu, les différents groupes ethniques se sont regroupés et ont formé des royaumes autour du lac Titicaca, entre 1000 et 1350 après J.-C. À la fin de la période intermédiaire, la région du Collao a été divisée en deux moitiés ou suyos. Le premier s'appelait Urco suyo, dans la partie occidentale du lac, et correspondait aux hautes terres. Le second s'appelait Umasuyo, à l'est du lac, et correspondait aux basses terres.
Développant une culture originale et basant son économie sur le développement de l'agriculture et de l'élevage ainsi que le commerce avec les peuples alentour, le peuple prospère sur les rives bien abritées du lac. S'ensuit une période d'expansion, attestée par de nombreuses traces archéologiques, en direction sud-est du lac principalement[réf. nécessaire].
On sait cependant de façon certaine que le peuple aymara n'était pas le premier à peupler la région du Titicaca et l'altiplano. Sur la question de l'origine de ce peuple, il y a aujourd'hui plusieurs théories, notamment la théorie localiste qui voudrait que la répartition actuelle de la langue aymara s'explique par l'essor de quelques communautés des abords du lac en direction de l'altiplano[réf. nécessaire].
Une autre théorie situe l'origine du peuple aymara dans les Andes centrales du Pérou, entre Huarochirí, Yauyos, Cañete et Nazca. Ces régions, actuellement de langue quechua, faisaient autrefois partie de l'aire aymaraphone.
Une troisième théorie situe l'origine du côté de la côte du Pacifique au nord du Chili.
C'est en passant à un stade impérial (contrairement à ce qui est parfois dit, Tiwanaku, dont le déclin se situe vers l'an 700, est antérieur à la domination aymara) que la culture commence à se répandre dans la Cordillère des Andes : on la retrouve sur tout l'altiplano, sur la côte, depuis Arica au Chili, jusqu'à Lima au Pérou et au sud-est jusqu'en Argentine. Atteignant son apogée vers l'an 900 de notre ère, la domination impériale aymara va décliner pour laisser place à plusieurs royaumes et chefferies de langue et culture aymara. Ce sont ces chefferies prospères mais rivales que rencontrent les Incas lors de leur expansion vers le sud. Parmi celles-ci, on connaît les royaumes rivaux Lupaqas et Pacajes situés sur la rive sud-ouest du lac Titicaca. On ne sait pas exactement si les Aymaras se sont intégrés pacifiquement à l'empire, comme le décrit Inca Garcilaso de la Vega, ou s'ils ont livré bataille à l'Inca. L'ensemble des peuples de langue aymara est progressivement intégré au Qulla Suyu, le quart sud de l'empire Inca. Après la conquête espagnole et la chute du régime Inca, le peuple aymara passe sous domination de la couronne d'Espagne. Cette période sera parsemée de révoltes paysannes causées par les difficiles conditions de vie des communautés.
En 1899, l’armée rebelle aymara commandée par le redoutable Pablo Zárate Willca (es) massacra 130 soldats gouvernementaux à Mohoza, près de La Paz. En représailles, la quasi-totalité des habitants du village furent jugés, trente-deux exécutés sur la place centrale.
Au début du XIXe siècle, les Aymaras participent aux combats pour l'indépendance de la Bolivie, mais leurs conditions de vie ne seront pas améliorées sous le pouvoir des républiques. À la fin de la domination espagnole, ils étaient économiquement et culturellement appauvris. Beaucoup sont devenus employés dans de grandes fermes, tandis que d'autres sont allés dans les villes à la recherche d'un emploi. Certains, cependant, sont restés sur leurs terres natales dans les montagnes.
En 1969, la réforme agraire dirigée par le gouvernement militaire de Juan Velasco Alvarado a eu lieu. En plus d'avoir des impacts sur la propriété foncière — expropriation des terres des propriétaires pour créer des sociétés associatives — cette réforme a eu des effets symboliques importants en changeant le nom des communautés indigènes en communautés paysannes (décret-loi 1776 du 24 juin 1969).

## Répartition géographique
Au Chili, les Aymaras sont présents dans le nord, dans la région de Calama et de San Pedro de Atacama où ils vivent dans une relative pauvreté côtoyant les touristes accueillis dans des hôtels de standing. Ils y sont majoritairement cantonnés dans leurs activités traditionnelles et dans les services. Le reste du pays vit de l'élevage (lamas, vigognes) tandis que l'exploitation minière se révèle dans le paysage : prospection, exploitation mais aussi infrastructures (routes, villes, ports et aéroports)[réf. nécessaire].

## Culture
À travers les siècles et malgré l'arrivée des colonisateurs, les Aymaras ont réussi à garder vivantes certaines coutumes et traditions. Notons également l’émergence d'un nationalisme aymara, depuis le retour de la démocratie, qui pèse sur le jeu politique bolivien.

### La langue aymara dans son contexte social et culturel
Parmi les langues indigènes d'Amérique du Sud, l'aymara est la troisième la plus répandue après le quechua et le guaraní. Il est également parlé au Pérou, au Chili et à peine en Argentine. Il compte environ deux millions de locuteurs, essentiellement en Bolivie. Comme toutes les langues autochtones, l'aymara est une langue riche en vocabulaire et en expressions mais a reçu de multiples influences de l'espagnol.
Des recherches menées par des linguistes ont découvert que les Incas ont peut-être parlé l'aymara au début de leur empire.
L'aymara est une langue agglutinante. De nombreux suffixes grammaticaux ou sémantiques peuvent venir en postposition d'un nom : marques de pluriel, marques de négation ou d'affirmation, mais aussi, entre autres, marques de lieu et sens du lieu. Ainsi -ru indique le lieu, avec une notion de direction « vers », alors que -ta indique aussi le lieu, avec une notion d'origine.
Contrairement aux langues indo-européennes, dans cette langue le temps est traité comme quelque chose qui remonte en arrière, c'est-à-dire que nous imaginons le passé derrière nous, le présent en nous et l'avenir devant nous. Il convient également de préciser que dans leur langue, le temps est divisé en deux et non en trois, c'est-à-dire qu'ils ont « futur » et « non-futur », le passé et le présent entrant dans cette dernière catégorie.
Bien qu'elle soit une langue officielle en Bolivie, l'aymara est sous-représentée dans la sphère publique où l'espagnol domine. Les seules sources médiatiques exclusivement en aymara sont quelques d'émissions de télévision et de radio, alors que la langue n'est enseignée à l'école qu'une heure par semaine. Au cours des années 1970 et 1980, les communautés qui parlaient la langue font face à de graves discriminations.

### Drapeau

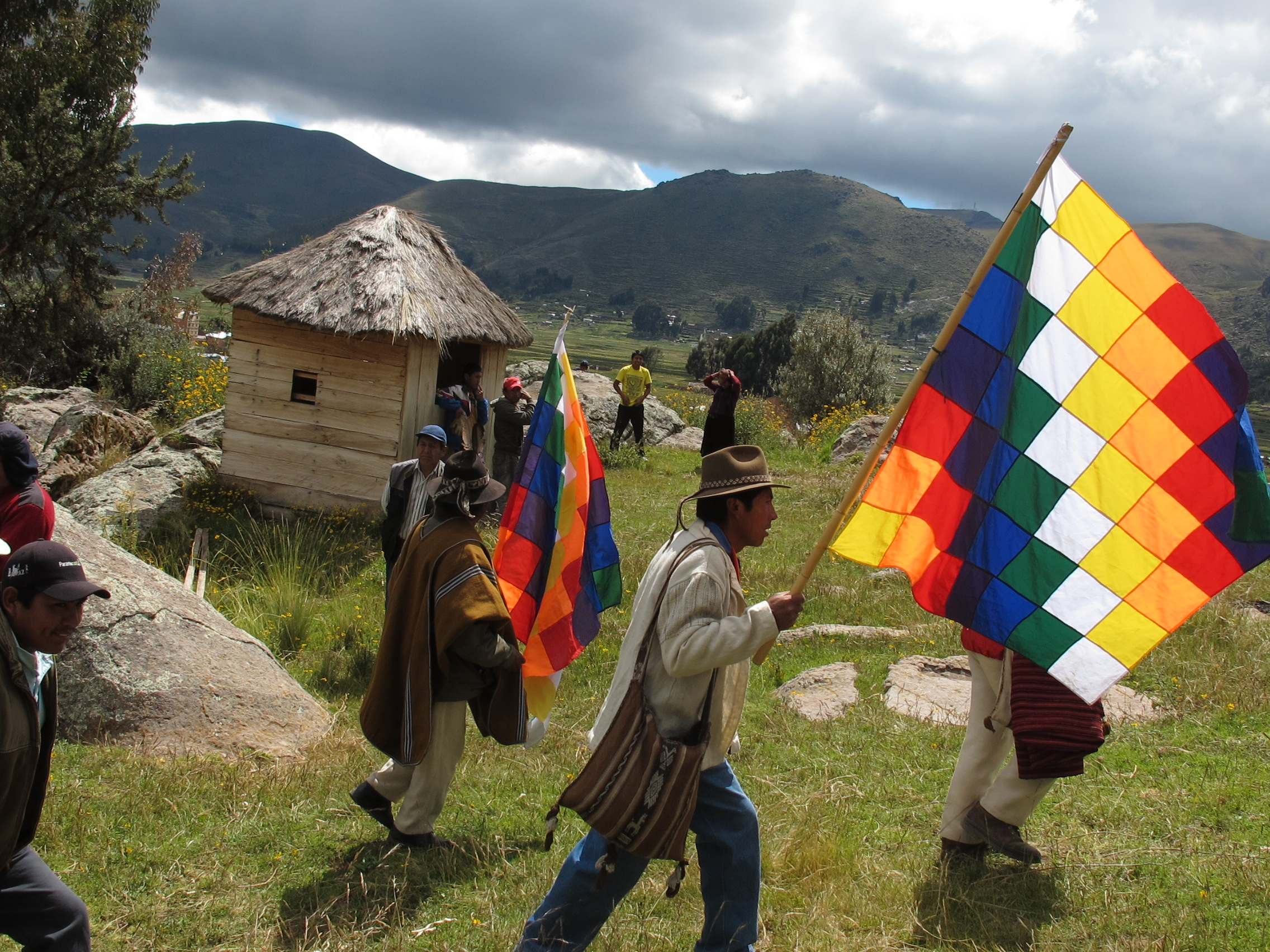
cérémonie traditionnelle aymara à Copacabana, au bord du lac Titicaca en Bolivie.

Bien que son origine ne soit pas claire, certains peuples autochtones de la Bolivie, du Pérou, du Chili, de l'Équateur, du nord-ouest de l'Argentine et du sud de la Colombie utilisent un drapeau composé de carrés de sept couleurs différentes appelé wiphala qui identifie leur groupe ethnique.

### Alimentation, pomme de terre, coca
En plus d'être l'une des cuisines ethniques les plus importantes d'Amérique du Sud, la cuisine aymara est un patrimoine culturel vivant ; Elle utilise des techniques de cuisson sophistiquées, des règles culinaires et des techniques uniques de conservation des aliments telles que le chuño et le charqui, qui ont aidé le peuple à résister aux grandes sécheresses et aux famines, typiques de leur habitat inclément, pendant des milliers d'années. Depuis des temps immémoriaux, l'alimentation des Aymaras est composée de produits de la terre, puisque leur principale activité économique est l'agriculture,.
La principale contribution de l'ancienne culture aymara à l'humanité est peut-être la domestication de plus de 200 variétés de pommes de terre. Ils ont également fait œuvre de pionniers en inventant la technique de déshydratation de la pomme de terre à des fins de stockage. Cette technique s'appelle chuño, moraya ou encore tunta et permet de conserver certaines de ces tubercules pendant de longues périodes, parfois des années, car ces espèces ne sont pas consommables à l'état frais à cause de leur teneur en alcaloïdes toxiques (substances également responsables de leur amertume).
La nourriture aymara possède une haute valeur protéique et est constituée, outre des pommes de terre, de quinoa, de farine de maïs, de viande séchée de camélidé, entre autres. La cuisine est généralement une préoccupation des warmi (femme) et des grands-mères. De manière plus restreinte, les hommes participent également lorsqu'ils sont mariés et âgés.
Le chairo est un plat traditionnel du peuple aymara, principalement consommé en Bolivie, mais aussi dans d'autres pays andins. Cette soupe est représentative du département de La Paz, car c'est sur ce territoire que son histoire a commencé il y a trois siècles. Le contexte colonial de cette époque, s'est traduit par une influence par laquelle Quechuas, Aymaras et Espagnols avaient en commun un plat préparé avec des ingrédients largement consommés dans la région.
Ce mets est composé de chuño (fécule de pomme de terre), d'oignons, de carottes, de pommes de terre, de maïs blanc, de viande de bœuf ou de mouton (la viande de lama ou d'alpaga peut également être utilisée) et de grains de blé. Il contient également des herbes telles que la coriandre et des épices.
Les Aymaras récoltent et cultivent des herbes avec lesquelles ils font des infusions, dont beaucoup leur attribuent des propriétés médicinales. Parmi ces herbes se trouve la feuille de coca (Erythroxylum coca) avec laquelle ils pratiquent la mastication, qui est aussi utilisée pour soigner le mal aigu des montagnes. Le gouvernement bolivien défend cette pratique sociale et religieuse des cultures indigènes andines qui utilisent ses propriétés stimulantes pour calmer la faim et la fatigue, bien qu'elle suscite la suspicion à l'étranger car c'est la matière première de la cocaïne.

### Religion, mythologie et cosmogonie
Selon la vision du monde aymara, il existe un ordre dans l'univers, dans lequel les sphères physique, sociale et spirituelle sont en équilibre mutuel (Arias et Polar 1991). Cette vision du monde regorge aussi d'êtres surnaturels qui peuvent agir comme des esprits maléfiques (supaja, anchanchu, sirène ou sirenu, antawalla, entre autres) et des esprits protecteurs (achichila, uywiri, illa, entre autres).
La spiritualité aymara moderne comprend de nombreuses croyances syncrétiques telles que la guérison populaire, la divination, la magie, etc. Cependant, en ce qui concerne les croyances sur l'au-delà, les Aymaras souscrivent à une vision plus standard que l'on trouve dans le christianisme traditionnel.
Les cultes d'Amaru, Mallku et de la Pachamama sont les plus anciennes formes de célébration que les Aymaras pratiquent encore. Influencés par le culte de la Pachamama, la divinité principale des Aymaras implique des valeurs de réciprocité et une organisation sociale basée sur la nature et l'homme. La culture aymara est devenue le support socio-économique de l'Empire inca.
En effet, ils pratiquaient le système ayni, une forme d'entraide entre les seigneuries aymaras constituées en clans familiaux. Dans ce système le mérite consistait à donner et non à accumuler ce qui générait naturellement du prestige au sein de la société. Une caractéristique culturelle était l'obligation sociale d'aider les autres membres de la communauté. L'échange de travail et l'entraide jouaient un rôle essentiel au sein d'un ayllu ou d'une communauté,. De tels échanges se produisent encore lorsqu'il faut plus de travail qu'une seule famille ne peut en fournir. Un paysan aymara peut demander à un voisin de l'aider à construire sa maison, à creuser un fossé d'irrigation ou à récolter un champ. En retour, on s'attend à ce qu'il s'acquitte de sa dette en donnant en retour le même nombre de jours de travail au voisin.
Dans leur rituel, les Aymaras distinguent la « religion » des « coutumes ». Cela implique qu'ils sont conscients d'un substrat autochtone et d'une autre strate chrétienne postérieure qui forment ensemble aujourd'hui leur vision du monde et leur système religieux comme un tout intégré. On pourrait parler d'un syncrétisme dans lequel s'entremêlent et s'intègrent à la fois les formes culturelles autochtones et celles provenant d'autres d'origine étrangères/espagnoles, par conséquent il serait inapproprié de les séparer.
Selon les croyances spirituelles répandues chez les Aymaras, toute notion est duelle, c'est-à-dire homme-femme, jour-nuit ou haut-bas. Ces pôles opposés ne se combattent pas, mais se complètent pour former un tout. Tous ces contraires se combinent et forment une troisième alternative. De cette façon, les Aymaras conçoivent dans leur vision du monde l'existence de trois espaces.
- L'Arajpacha : terre au-dessus, « ciel ». Maintenir le cosmos idéal.
- L'Akapacha : la terre où vivent les Aymara. Maintien du monde culturel. Akapacha signifie donc cette terre ou ce monde, c'est-à-dire tout ce qui nous entoure[29].
- Le Manqhapacha : terre à l'intérieur, « enfer ». Forces destructrices. Entretien du chaos[28].

La majorité de la population de la culture Aymara est aujourd'hui de foi catholique coexistante avec un syncrétisme des anciennes croyances indigènes lors des pratiques établies par le christianisme qui s'expriment dans différentes célébrations religieuses comme la Semaine sainte ou le Jour des Morts.

### Rituels familiaux
Selon le type de rite ou de cérémonie, dans certains cas, les chefs de famille assistés d'un parent peuvent remplir le rôle d'officiant, comme c'est le cas pour les rites liés au bétail. Dans d'autres cas, ceux qui officient sont des personnes âgées qui connaissent les étapes nécessaires du rituel, comme dans le cas des rites associés au défunt ou aux guérisons (Rivera-Cusicanqui, 2006).
Dans les cultures aymara et quechua, les cheveux sont considérés comme sacrés, un enfant aymara est progressivement initié aux traditions sociales et culturelles de la communauté. Un événement important dans la vie d'un enfant aymara est sa première coupe de cheveux, connue sous le nom de rutucha. Les cheveux d'un bébé peuvent pousser jusqu'à ce que l'enfant soit capable de marcher et de parler. C'est son parrain qui commence cette tâche, puis les autres s'y joignent. Cette partie de la célébration s'appelle Kicachar, ce qui signifie s'épanouir,.

### Calendrier
Selon le calendrier, le nouvel an aymara est célébré chaque 21 juin, autrefois il était célébré lors de la cérémonie de l'Inti Raymi qui accueille l'aube par des danses rituelles.
Selon le calendrier andin, le solstice a commencé en l'an 5529. Ce décompte, également en vigueur depuis les années 1980, considère que cinq cycles de mille ans se sont écoulés jusqu'au débarquement de Christophe Colomb en Amérique, en 1492, soit l'an 5000[pas clair]. 
Un des rites de cette communauté consiste à donner en offrande ou wajt'a, une sorte de banquet pour les achachilas, les esprits de leurs ancêtres qui vivent dans les montagnes et les protègent. Ils sont les protecteurs de toute la race et de tout le territoire qu'ils occupent. Le menu préparé dans la ville de Pinaya, dans le département de La Paz se compose d'un fœtus de lama enveloppé de laine colorée avec de la graisse de cet animal, accompagné de noix, de figurines en sucre et de terre de fourmis. De l'alcool est ajouté à l'ensemble, présenté sur des feuilles de coca, et est ensuite incinéré.

### Folklore, musique, danses
La richesse musicale des peuples andins, comme dans ce cas des Aymaras, puise ses origines dans les cultures ancestrales qui habitaient ces terres. Une partie de cette riche culture orale de ce peuple se transmet par la musique. Comme le soulignent Roel et Rojas (2012), la musique et la danse sont présentes dans tous les aspects de la vie andine, des rites du cycle vital et productif aux activités associées au calendrier catholique et commémoratif, étant constitutives de la vie communautaire aymara.
La musique des Andes s'est affirmée comme une résistance aux tentatives de liquidation culturelle menée depuis le XVIe siècle et constitue une partie très importante de la vie des communautés.
Ils jouent de la musique lors des cérémonies religieuses, de l'agriculture et des célébrations du cycle de la vie. Les chants sont une méthode mnémotechnique traditionnelle d'enseignement oral et ethnomusical de la mémoire ancestrale de cette ethnie. Dans de nombreux endroits, la musique est associée à la saison sèche et aux festivals pendant cette période.
Forte d'une forte influence du folklore bolivien, où vit le plus grand nombre d'Aymaras de la région, elle s'est ouverte à de nouveaux instruments qui ont fini par enrichir et définir un son reconnaissable dans le monde entier,. Les instruments de musique traditionnels sont le charango, le quena, le zampona, le bombo (haut tambour taillé d'une seule pièce dans un tronc d'arbre), et le rondador.
Dans toute la zone andine, bien que sous des formes diverses, on trouve une grande variété de rituels ; cependant, le sens est le même : rites de fertilité et sacrifices de gratitude (Ch'alla) à la Pachamama. Ces danses sont : Los mollos, Danza del Inca, Mokolulu (dansée lors de la fête de la Cruz, le 3 mai. Les interprètes sont à la fois musiciens et danseurs), Moseñada (pratiquée pendant la saison des pluies, également connue sous le nom de jallupacha), Chiriwana, Thanthas (danse de cérémonie qui se danse le troisième jour du carnaval en février après la ch'alla, offrande au champ de la ferme), Waka-waka (populaire en Bolivie et au Pérou qui a été déclarée patrimoine culturel immatériel de la Bolivie), Kena-kena et Auki-auki.
Il existe de nombreuses danses d'origine aymara. Elles sont classées en deux groupes : les danses indigènes et les danses métisses. Les origines des danses indigènes sont anciennes (précolombiennes), elles ont donc peu d'éléments d'origine européenne.
Malheureusement, ces danses ne sont guère acceptées dans les villes, n'étant pratiquées que par les Aymara ruraux. Parmi ces danses : Sikuris, Pinkillus, Chaqallus, Lawa K'umus, Chuqilas, K'usillos. D'autres sont la manifestation des rapports avec les nouvelles communautés africaines (Tundiqui par exemple).
Jusque dans les années 1960, ces instruments étaient rejetés par les citadins et n'étaient joués que par les autochtones des zones rurales et reculées. À partir de la seconde moitié des années 1960, la jeunesse chilienne entame un mouvement politico-culturel à caractère rebelle. Cette attitude prend comme symbole un mouvement musical appelé Nueva canción ou encore chant de protestation interprété exclusivement par ces instruments de musique indigènes. Les premiers interprètes de ce mouvement ont été Victor Jara, Inti Illimani, Kollawara et Quilapayún (qui ont également collaboré avec de multiples personnalités, telles que Mikis Theodorakis, Jean-Louis Barrault, Jane Fonda, Mercedes Sosa, Daniel Mesguich, Roberto Matta, Julio Cortazar, etc.). Plus tard, cette musique est diffusée par les étudiants des autres pays andins, en particulier de la Bolivie et du Pérou, qui étaient à l'époque sous des gouvernements militaires et dictatoriaux.
Des chansons populaires ont été composées en langue aymara, et même le genre hip-hop a trouvé un adhérent comme Abraham Bojorquez dont les paroles de ses chansons évoquent la fierté des peuples autochtones, critiquent le capitalisme et le néolibéralisme et exigent un changement social radical. Il est aussi animateur de l’émission phare de la radio Wayne Tambo. Il a également partagé la scène avec de nombreux musiciens tels que Manu Chau,,,.
Au début des années 1980, la Nueva canción met de côté son message politique et est commercialement acceptée, se transformant en musique andine.

### Artisanat
Les Aymaras fabriquent des tissus aux couleurs très vives. Ils connaissent les techniques de coloration de la laine et utilisent de nombreuses couleurs vives. Les techniques de tissage traditionnelles remontent à l'époque pré-inca. Les tissages sacrés étaient également importants pour différencier une communauté ou un groupe ethnique d'un groupe voisin. « Chaque ville de Tahuantinsuyo s'identifiait à travers les vêtements ; par ses formes et ses couleurs d'abord puis par les éléments naturels et culturels de sa propre région symbolisés par des ornements, des broderies, des peintures, des dessins, etc. » (Huargaya, 2014).
De nombreux anthropologues pensent que les textiles des Andes sont parmi les plus développés et les plus complexes au monde. Les tisserands utilisent de nombreuses matières dans leur tissage, dont le coton, ainsi que la laine de mouton, d'alpaga et de lamas.
Ils utilisent également des joncs en roseaux totora pour fabriquer des bateaux de pêche, des paniers et d'autres articles de vannerie,. Les gens portent des vêtements qu'ils ont confectionnés, notamment lors de cérémonies et de festivals. En général, les femmes fabriquent des tissus et des vêtements pour leur famille et qu'elles vendent parfois aux touristes.

### Vêtements
Les styles vestimentaires varient considérablement parmi les Aymaras. Les hommes dans les villes portent des vêtements occidentaux ordinaires et les femmes portent leurs polleras (jupes) traditionnelles superposées réalisées avec des matériaux nobles, tels que le velours et le brocart. Elles portent des châles brodés et un chapeau melon appelé bombín, (dont certains sont fabriqués en Italie). Ce couvre-chef qui ne couvre ni le soleil ni la pluie représente la recherche d'une identité esthétique et culturelle de la chola andine devenue citadine,.
Selon la légende, sa popularité est née d'une erreur. Au tournant du XXe siècle, une importante cargaison de chapeaux a été commandée en Europe pour les cheminots britanniques, mais ils étaient de la mauvaise couleur (marron au lieu de noir, qui était la couleur à la mode pour les messieurs à l'époque) Plutôt que de les renvoyer, les chapeaux ont été remis aux femmes aymara et quechua qui avaient migré vers les villes et qui étaient à la recherche d'une identité esthétique et culturelle. Certaines versions de l'histoire disent qu'on a dit aux femmes que le fait de porter le bombín aiderait à la fertilité.
Dans l'altiplano, l'histoire est différente. Les vents forts et froids nécessitent des vêtements chauds en laine. Les femmes portent des jupes et des chandails longs et tissés à la maison. Les jupes se portent en couches. Pour les festivals ou les occasions importantes, les femmes portent jusqu'à cinq ou six jupes les unes sur les autres. Les aguayos ou encore quepina sont des étoffes bariolées qui sont utilisées pour attacher les bébés au dos de leur mère ou pour transporter des charges de marchandises,.
Les hommes portent des pantalons longs en coton et des bonnets en laine avec des oreillettes (Chullo). Dans de nombreuses régions, les hommes portent également des ponchos. Les deux sexes peuvent porter des sandales ou des chaussures, mais beaucoup marchent pieds nus malgré le froid.

## Personnalités aymaras
- Bartolina Sisa (vers 1750-1782), combattante aymara, reine des Aymaras et vice-reine inca ;
- Gregoria Apaza (vers 1751-1782), révolutionnaire aimara ;
- Túpac Katari (1750-1781), chef rebelle aymara qui dirigea un soulèvement indien contre la tutelle espagnole ;
- Felipe Quispe (1942-2021), chef de file du Mouvement indigène Pachakuti ;
- Evo Morales (1959), 80e président de la Bolivie ;
- Roberto Mamani (1962), artiste bolivien de l'ethnie Aymara ;
- Martha Yujra (1964-), ministre bolivienne ;
- María Eugenia Choque (es)[58] (1960), membre de l'Instance permanente des Nations Unies sur les questions autochtones.

D'après cette liste, il est manifeste que plusieurs Aymaras de ces derniers temps sont des libres-penseurs soucieux du bien-être de leur peuple, et luttant pour garantir la justice[non neutre].